# Јован Стаматовић-Карић
Јован Стаматовић-Карић (14. април 1986, Београд) српски je музичар, редитељ, видеоблогер, сценариста и продуцент. Бивши доцент на Новој Академији Уметности у Београду. Од 2019. године директор продуцентске куће Самира Филминг. Од 2021. године водитељ и аутор канала на Youtube под називом "ЈSК", где Јован интервјуише познате личности.

## Биографија
Јован Стаматовић-Карић се родио у Београду. Његови родитељи су се рано развели, па тако већи део детињства проводи код бабе, деде и ујака у Вршцу. 1990. године, заједно са мајком и очухом, одлази у Москву, где и почиње да се бави музиком. 2004. године очевом презимену додаје и очухово.
2001. године уписује клавир на Националној Музичкој Академији у Кијеву, код професора Татјане Рошине.
Од 2007. до 2010. студира код Алексеја Љубимова на Универзитету "Моцартеум" у Салцбургу.
2014. године дипломира на редитељско-глумачкој класи код Љубише Ристића.

## Музичко стваралаштво
Наступа као солиста, солиста камерног ансамбла, корепетитор и са оркестрима у разним земљама Европе. У свом репертоару поседује како дела барокних композитора, Ј. С. Баха, Хајдна, Бетовена, Шопена, Шумана, Рахмањинова, Кејџа, тако и савремених композитора В. Силвестрова, М. Јелића, Г. Пелециса, В. Вишинског и других.
2014. године ствара експериментални креативни тандем са глумицом Аном Софреновић, заједно развијају и наступају у две нове форме концерта - "Слепи концерт" и "Дијалог".
2016. године преводи култни комад Џона Кејџа "Лекција ни о чему" и, заједно са групом музичара и глумаца, у копродукцији са Београдском филхармонијом организује прво извођење тог комада на српском језику.
Од 2018. године свира у представи "Судбина једног Чарлија" у Малом Позоришту "Душко Радовић".

## Драмско стваралаштво
Од 2012. године режира представе у Србији – „Јесењин“ у Руском Дому, „Милосрдни анђео“ о Бомбардовању Југославије 1999. у КПГТу, „Сновиђење у ноћ Ивањску“ Шекспира у Циглани Трудбени к, „Кисеоник“ по драми Ивана Вирипајева у АП "Б. Крсмановић", „Марија Магдалена” у "Театар Балкан Нови Покрет" и др.
Године 2015. био је коаутор Драгана Живадинова и Михе Туршића у њиховом пројекту "Ноордунг :: 1995-2015-2045", који се игра једном у десет година, а те године се одвијао у Центру Ноордунг, у Витању.
2016. године, на фестивалу савремене уметности „Територија“ у Москви, према текстовима Александра Ципкина поставља представу „Руска барка“, која приказује кратку историју Русије у 20. веку.
2017. године поставио је представу „Браћа“ по драми Михаила Дурњенкова, која је играна у Београду и на "Јесењем позоришном Кустендорф фестивалу" под патронатом Емира Кустурице.
Године 2016. пише, режира и продуцира дугометражни филм "Кроз Облаке". Филм је тренутно у фази постпродукције.
Крајем 2021. године, заједно са плесачицом и кореографкињом Маријом Обрадовић, ствара ауторски пројекат у продукцији УБУС-а "Ever since my house burned down i see the moon more clearly".

## Други пројекти
Од 2010. до 2017. године био је уметнички директор „НК Студио“.
Од 2015. до 2018. предавао је глуму и режију на Новој Академији Уметности у Београду.
2017. организовао је „БеспринЦипна читања у Београду“, где су млади српски глумци читали дела Александра Ципкина, Александра Снегирјева и Сергеја Минајева на српском језику.
2018. пише либрето за оперу "Џумбус" у оквиру пројекта Креативна Европа и Оперосе - „Youth @ Оpеrа“.
2019. године постаје директор продуцентске куће Самира Филминг.
Почетком 2021. године покреће емисију „ЈSК“ на видео хостингу Youtube у којој интервјуише познате личности. На каналу су до сада окачене четири емисије - гости су били Марко Видојковић, Виктор Киш, Иван Тасовац, Борис Малагурски. Као и филм „Глас спорта“, о најпопуларнијим спортским коментаторима у Србији и њиховој професији. Јован у својим емисијама покушава да открије госте са свих страна и разговара са њима о темама о којима нико до сада није разговарао.